# Long Island Sound
Ne doit pas être confondu avec Détroit de Long.
Le Long Island Sound, en français : « détroit de Long Island », est un détroit des États-Unis située entre les côtes du Connecticut au nord et celles de Long Island au sud dépendant de l'État de New York.

## Géographie

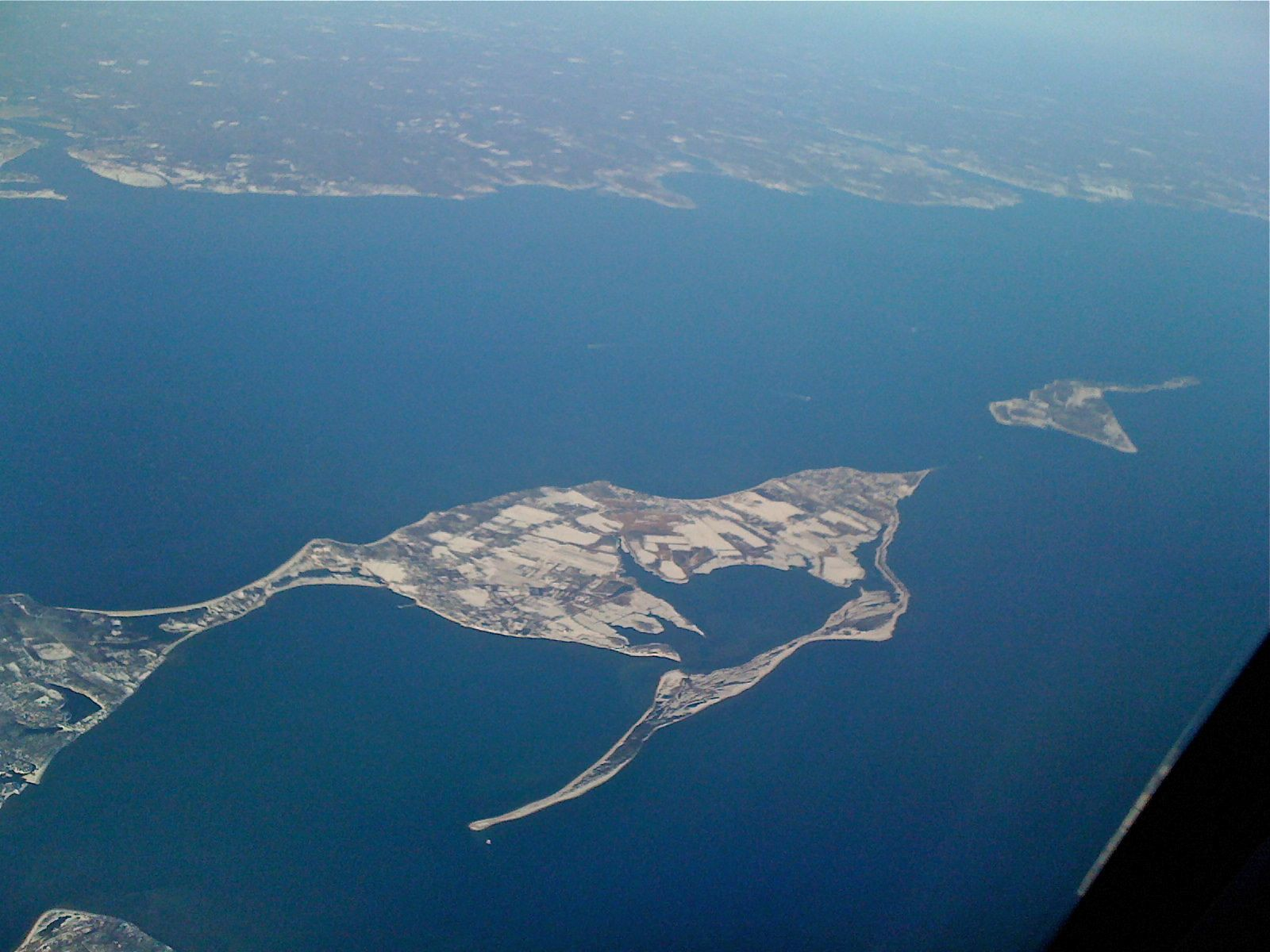
Vue aérienne de l'entrée du Long Island Sound, à Orient, extrémité de la péninsule de North Fork à l'est de Long Island, avec dans le fond la côte du Connecticut.

Depuis son extrémité est, soit l'extrémité orientale de la péninsule de North Fork, jusqu'à son extrémité ouest, soit l'entrée de l'East River, entre les arrondissements du Bronx et de Queens (territoire de la ville de New York), le détroit mesure 156 km de long pour une largeur dépassant 30 km. L'East River et la Hell Gate permettent de rejoindre l'Upper New York Bay. Cette section est parsemée par un certain nombre d'îles parmi lesquelles on compte Rikers Island, abritant la plus grande prison new-yorkaise.
Faisant partie de l'océan Atlantique, de nombreux cours d'eau s'y déversent dont les fleuves Connecticut et Quinnipiac. C'est d'ailleurs à l'embouchure de ce dernier que se trouve la seconde ville de l'État du Connecticut, New Haven.
Le détroit est parfois considéré comme la frontière naturelle entre les États de la Nouvelle-Angleterre et ceux du Mid-Atlantic.